# Bezirksamt Konstanz

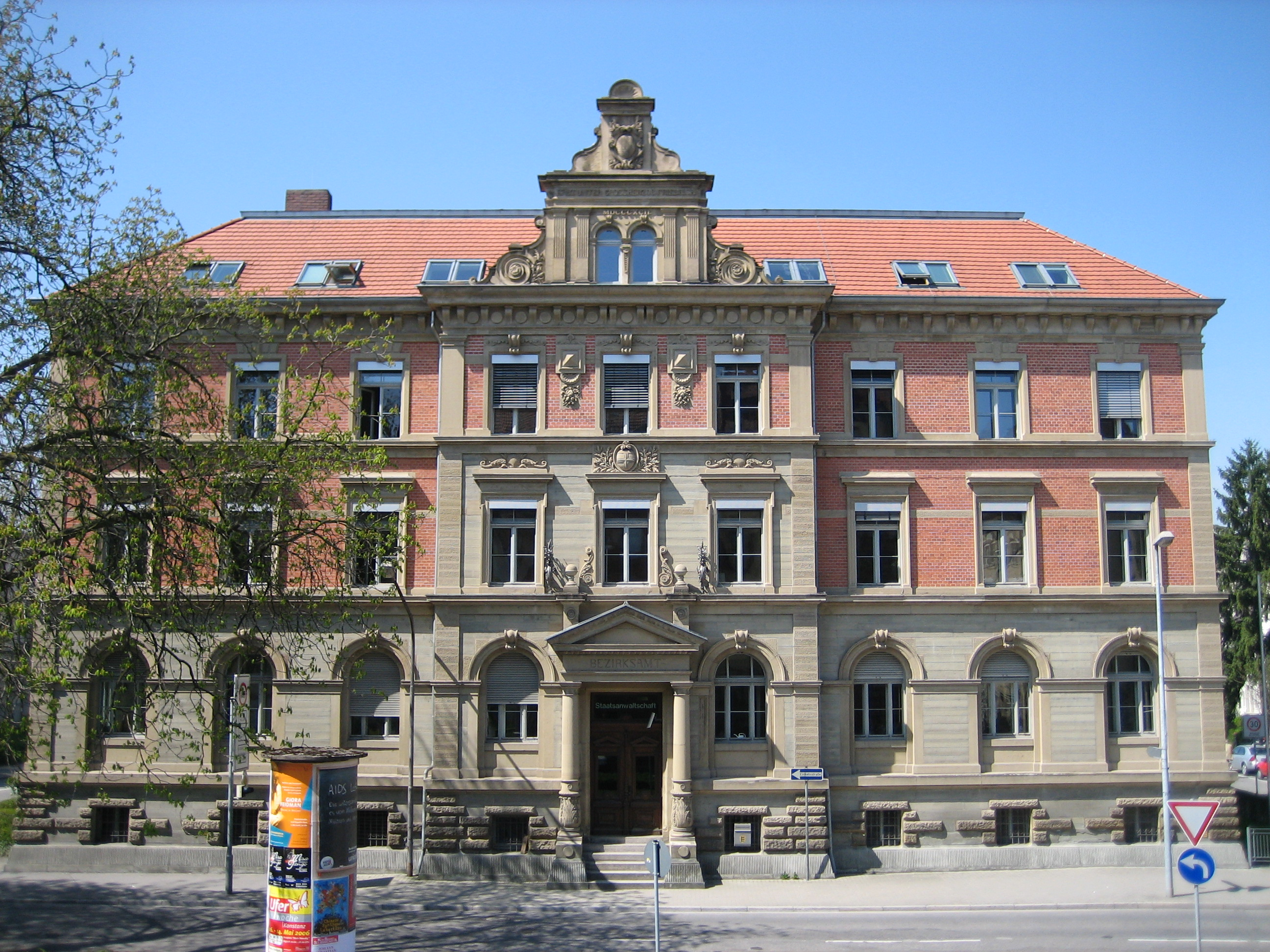
Das ehemalige Verwaltungsgebäude des Bezirksamts Konstanz ist heute ein geschütztes Kulturdenkmal der Stadt

Das Bezirksamt Konstanz war von 1805/06 bis 1939 ein Verwaltungsbezirk mit Sitz in Konstanz in Baden. Die badischen Bezirksämter waren in ihrer Funktion und Größe vergleichbar mit einem Landkreis.

## Geschichte
Der heutige Landkreis Konstanz geht zurück auf das alte Bezirksamt Konstanz, das nach dem Übergang an Württemberg 1805/06 (bzw. ab 1810 Baden) errichtet wurde. Die badische Verwaltungsstruktur im Konstanzer Gebiet wurde in den Jahren 1809 (Seekreis), 1832 (Seekreis) und 1864 (Kreis Konstanz) mehrmals verändert. Im Jahr 1872 wurde das Bezirksamt Radolfzell dem Kreis Konstanz zugeordnet. Im Jahr 1936 wurde das Bezirksamt Engen in das Bezirksamt Konstanz überführt.

## Verwaltungsgebäude
Das 1892 erbaute Gebäude des ehemaligen Bezirksamtes in Konstanz, Untere Laube 36, ist in die Liste der Kulturdenkmale der Stadt Konstanz aufgenommen. Es steht – herausgehoben durch die unmittelbare Nachbarschaft zur Lutherkirche – an der Unteren Laube, an der sich weitere Justizgebäude befinden. Der Straßenzug Obere und Untere Laube verläuft entlang der früheren Stadtbefestigung und trennt das Altstadtgebiet von Konstanz vom Stadtbezirk „Paradies“ ab, zu dem auch das Grundstück Untere Laube 36 gehört. Zum Gebäude ist folgendes im Denkmalbuch der Stadt Konstanz vermerkt:
„Ehemaliges Bezirksamt, lt. Inschrift ‚Erbaut unter Großherzog Friedrich MDCCCXCII‘; dreigeschossiges Verwaltungsgebäude mit Sandstein-/Klinker-Fassade in Formen der nordeuropäischen Renaissance. Symmetrische, neun Achsen breite Fassade mit dreiachsigem Mittelrisalit, darüber Zwerchhaus mit Volutengiebel. Über dem mittleren Fenster des Hauptgeschosses das Wappen von Konstanz, in der Giebelspitze das badische Wappen.“

Konstanzer Stadtwappen
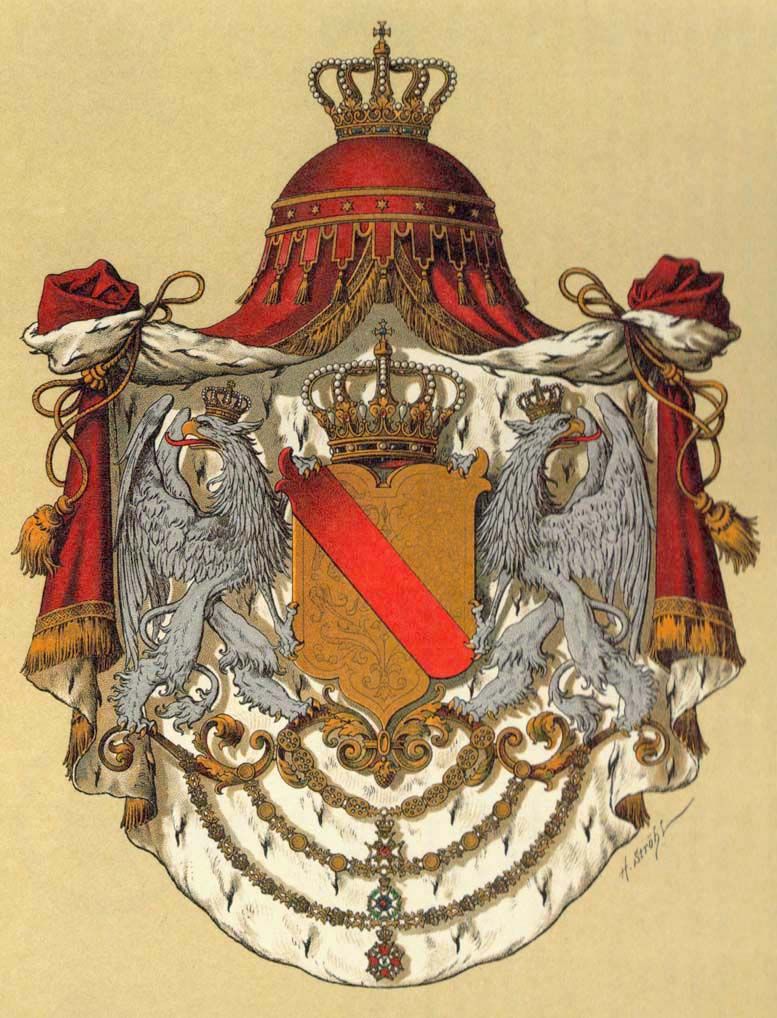
Wappen des Großherzogtums Baden

„Das kompakte, streng gegliederte und qualitätvoll durchgestaltete Gebäude ist zum einen eine architekturgeschichtliche Quelle für die Entwicklung der historistischen Architektur, zum anderen symbolisiert es als einer der bedeutendsten staatlichen Bauten des 19. Jahrhunderts in Konstanz den Aufschwung, den die Stadt zu dieser Zeit registrieren konnte. (…)“
Das Gebäude wurde nach Plänen des Bezirksbauinspekteurs August Braun erbaut. Die Raumaufteilung des Erdgeschosses und der Stockwerke I und II entsprechen noch im Wesentlichen der ursprünglichen Planung. Das Dachstockwerk wurde den heutigen Belangen entsprechend ausgebaut.